# Ломакин, Виктор Павлович
Ви́ктор Па́влович Лома́кин (22 апреля 1926, пос. Задельное, Приволжское лесничество, Курумчинский сельсовет, Ставропольский уезд, Самарская губерния — 20 марта 2012, Москва) — советский партийный и государственный деятель, дипломат. Первый секретарь Приморского краевого комитета КПСС в 1969–1984 годах, почётный гражданин города Владивостока (2005). Чрезвычайный и полномочный посол.

## Ранние годы жизни
В 1943 году окончил среднюю школу № 45 при станции Кряж железной дороги им. В. В. Куйбышева.
В 1949 году закончил Куйбышевский авиационный институт по специальности «Самолётостроение». По распределению отправлен технологом на авиационный завод № 126 Министерства авиационной промышленности в Комсомольске-на-Амуре (ныне Комсомольское-на-Амуре авиационное производственное объединение имени Ю. А. Гагарина). В 1953 году успешно закончил обучение в Академии авиационной промышленности в Москве, в том же году вступил в КПСС.

## Партийная и государственная деятельность
В 1956—1958 годах — секретарь парткома авиационного завода № 126.
В 1958—1961 годах — первый секретарь Комсомольского-на-Амуре городского комитета КПСС. В 1961—1967 годах — секретарь Хабаровского краевого комитета КПСС. В 1967—1969 годах — инструктор ЦК КПСС.
С 18 марта 1969 по 8 апреля 1984 года — первый секретарь Приморского краевого комитета КПСС. Назначен после отставки Василия Чернышева. По словам самого Ломакина, он не хотел принимать эту должность, ссылаясь на молодость (в то время ему было 42 года), но в итоге уступил уговорам Брежнева. В годы его руководства Приморской партийной организацией КПСС в Приморском крае было построено множество объектов — в частности Приморская ГРЭС, Восточный порт и новое здание Приморского драмтеатра имени Горького, создано Приморское морское пароходство, основан Дальневосточный научный центр АН СССР (ныне — Дальневосточное отделение РАН).
При Ломакине в Приморье побывали многие зарубежные государственные деятели. Наиболее примечательной стала встреча президента США Дж. Форда и генерального секретаря ЦК КПСС Л. И. Брежнева во Владивостоке 23-24 ноября 1974 года.  Кроме того, с официальными визитами в Приморье побывали президент ЧССР, первый секретарь ЦК БКП Тодор Живков (1970), министр иностранных дел Венгрии и министр общественных работ Канады.
В 1984 году снят с поста первого секретаря и переведён на дипломатическую работу. Преемником Ломакина в Приморье стал Д. Н. Гагаров, во многом обязанный Ломакину своей карьерой.
В 1984—1990 годах — чрезвычайный и полномочный посол СССР в Чехословацкой Социалистической Республике, затем в Чешской и Словацкой Федеративной Республике. На этом посту поддерживал хорошие отношения с генсеком ЦК КПЧ президентом ЧССР Густавом Гусаком, был сторонником Милоша Якеша, преемника Гусака на посту генсека. По мнению начальника внешней разведки СССР Леонида Шебаршина, который провёл краткую встречу с Ломакиным в 1989 году, Ломакин «не мог трезво оценить перспективу развития событий в ЧССР», так как ориентировался на консервативное крыло КПЧ, а не на сторонников реформ. Снят с должности посла вскоре после Бархатной революции в Чехословакии.
Член ЦК КПСС (1971—1990), депутат Совета Союза Верховного Совета СССР 8-11 созывов (1970—1989) от Приморского края.
С 1990 года находился на пенсии, проживал в Москве, где и умер 20 марта 2012 года.
Похоронен на Троекуровском кладбище в Москве.

### Семья
- Супруга — Тамара Васильевна Ломакина погибла 7 февраля 1981 года в авиационной катастрофе под Ленинградом[16].
- Вторая супруга — Мария Лазаревна Андреева.

- Старший сын — Ломакин Александр Викторович (1950—1985), командир подводной лодки, трагически погиб[17]. Похоронен на Серафимовском  кладбище.
- Средний сын — Ломакин Алексей Викторович (1954—2013).
- Младший сын — Ломакин Юрий Викторович (род. 1964).

## Награды
- Герой Социалистического Труда (17 марта 1981; «за выдающиеся успехи в выполнении заданий десятой пятилетки и социалистических обязательств, большой личный вклад в увеличение добычи рыбы и производства рыбной продукции»)
- четыре ордена Ленина (25 августа 1971, 21 апреля 1976, 17 марта 1981, 21 апреля 1986);
- орден Трудового Красного Знамени (28 апреля 1963);
- орден «Знак Почёта» (12 марта 1966).